# أرثخشميثن
أرثخشميثن، هي مدينة تاريخيَّة كبيرة تقع في أعمال خوارزم، وتمتعت بأسواق عامرة ونعمة وافرة، ولأهلها ظاهرة. تعتبر ارتخشمين في قدر نصيبين، إلا أنها أكثر عمرانًا وأهلًا. تبعد عن الجرجانية، مدينة خوارزم مسيرة ثلاثة أيام قديمًا.

## نبذة
زارها الرَّحالة ياقوت الحموي في سنة 616 هـ / 1220م، أي قبل ورود التتار إلى خوارزم بأكثر من عام. وصل الحموي إليها عبر مرو، بعد معاناته من ألم البرد وجمود نهر جيحون على السفينة التي كان على متنها. اعتقد الحموي ومن معه أنهم في خطر شديد، حتى تمكنوا من النجاة بصعوبة من خلال الصعود إلى البر.
وصف الحموي في قصيدته الطويلة بعض ما لاقاه من شدائد، قائلاً:

### فهرس المنشورات
1. 1 2 3  الحموي (1977)، ج. 1، ص. 141-142.

### معلومات المنشورات كاملة
الكتب مرتبة حسب تاريخ النشر
- ياقوت الحموي (1977)، معجم البلدان (ط. 1)، بيروت: دار صادر، OCLC:1014032934، QID:Q114913343